# 弾き語り 十二月 in武道館 〜青春ブルース完結編〜
『弾き語り 十二月 in 武道館 〜青春ブルース完結編〜』（ひきがたり じゅうにがつ イン ぶどうかん 〜せいしゅんブルースかんけつへん〜）は、斉藤和義通算4枚目のライブ・アルバム。2005年3月16日発売。発売元はSPEEDSTAR RECORDS。規格品番：VICL-61591。2009年9月16日にSHM-CDにて限定発売された。規格品番：VICL-70019。

## 解説
2004年11月26日に東京・日本武道館で開催された“斉藤和義 弾き語り 十二月 in 武道館 〜青春ブルース完結編〜”公演の模様を実況中継録音したライブ・アルバム。
同年4月には公演名にもなっている通算10枚目のスタジオ・アルバム『青春ブルース』が発売されたが、初回限定盤封入のDVDにも収録曲のスタジオ弾き語りバージョンが「青春篇」「ブルース篇」に分かれて収録されている。
本アルバムと同時発売で、ドキュメント等も含め映像化したDVD（VIBL-275）も発売された。DVDでは、ライブCDでカットされた楽曲も含め全歌唱楽曲が収録されている。
2009年9月16日に13枚目のスタジオ・アルバム『月が昇れば』と同時発売で、特殊なCDプレーヤーでなくとも高音質再生が可能とされるスーパー・ハイ・マテリアルCDで限定発売された。デジパック仕様で、同日発売のCD-BOX『LIVE ALBUM SPECIAL BOX』（VIZL-340）にも収められている。

## 収録曲
1. アゲハ（4:42）
2. 月影（4:33）
3. アメリカ（4:40）
4. 古いラジカセ（4:13）
5. 大丈夫（4:14）
6. 真夜中のプール（4:23）
7. ニューヨーク（3:46）
8. ぼくらのルール（4:09）
9. 無意識と意識の間で（6:40）
10. 好きな人の手（6:36）
11. 歩いて帰ろう（3:29）
12. 何処へ行こう（4:33）
13. 僕の踵はなかなか減らない（6:12）
14. 歌うたいのバラッド（7:22）
15. 誰かの冬の歌（4:21）
16. 海に出かけた（3:55）

## 関連作品
収録されているスタジオ・アルバム
- 青い空の下… - M-10
- WONDERFUL FISH - M-9・11
- FIRE DOG - M-5・12
- ジレンマ - M-13
- Because - M-2・1
- COLD TUBE - M-1・16
- NOWHERE LAND -M-7
- 青春ブルース -M-3・4・8